# Pronounced Jah-Nay
Pronounced Jah-Nay è il primo album delle Zhané, pubblicato dalla Motown Records l'8 febbraio 1994.
Il disco, co-prodotto da Kay Gee dei Naughty by Nature, ha ottenuto il disco d'oro negli Stati Uniti nell'aprile del 1994 ed il platino nel mese di ottobre del 1996. Nella classifica statunitense Billboard 200 ha raggiunto la 37ª posizione, mentre in quella R&B è arrivato fino all'8ª posizione.

## Tracce
1. Hey Mr. DJ – 4:10 (Gist, Grey, Neufville, Ware)
2. Intro (Interlude) – 0:37 (Kay Gee)
3. Vibe – 3:31 (Naughty by Nature, Neufville, Temperton)
4. Sending My Love – 3:41 (Naughty by Nature, Neufville)
5. Sweet Taste of Love – 3:49 (Neufville)
6. Changes – 4:43 (Neufville)
7. You're Sorry Now – 4:43 (Naughty by Nature, Neufville)
8. Love Me Today – 5:25 (Neufville)
9. Off My Mind – 4:27 (Neufville)
10. La, La, La – 5:30 (Neufville, Norris)
11. Groove Thang – 3:56 (Brown, Mims, Naughty by Nature, Neufville, Rushen)
12. For a Reason – 6:57 (Norris)
13. Hey Mr. DJ (remix) – 5:12 (Grey, Kay Gee, Neufville, Ware)

## Singoli
1. Hey Mr. DJ (pubblicato nell'agosto 1993)
2. Groove Thang (pubblicato il 15 febbraio 1994)
3. Sending My Love (pubblicato nel maggio 1994)
4. Vibe (pubblicato il 30 agosto 1994)
5. You're Sorry Now (pubblicato il 7 febbraio 1995)

## Formazione
- Renee Neufville - voce, pianoforte
- Jean Baylor - voce, pianoforte, tastiere